# Cascades de Hog's Back
Les cascades Hog's Back  (anglais : Hog's Back Falls) sont une série de chutes d'eau artificielles sur la rivière Rideau à Ottawa, en Ontario, au Canada. Elles sont officiellement connues sous le nom de cascades Prince of Wales, mais rarement désignées par ce nom. Les chutes sont situées juste au nord de la baie Mooney et au point où le canal Rideau se sépare de la rivière Rideau.
Avant la construction du canal Rideau, il s'agissait d'un ensemble de rapides doux, initialement connus sous le nom de rapides Three Rocks . Le nom de Hog's Back ("Dos du cochon") apparaît peu de temps avant la construction du canal. En 1827, l'ingénieur civil John MacTaggart les décrit comme « une crête rocheuse remarquable, appelée le Hog's Back, en raison des difficultés rencontrées par les draveurs avec leurs marchandises [radeaux de bois] qui y adhèrent en descendant le cours d'eau ». Ces rapides mesurent alors environ 600 mètres (2 000 pieds) de long et présentent une dénivellation d'environ 1,8 mètre (6 pieds). Ils sont navigables en canot; aucun portage n'est nécessaire.

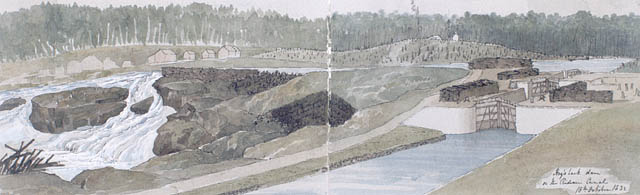
Chutes et écluse en 1832

Conformément à son concept de système de navigation en eaux calmes, le projet du lieutenant-colonel John By pour le canal Rideau prévoit la construction d'un grand barrage à cet endroit qui détournera l’eau de la rivière Rideau vers la section artificielle du canal menant aux écluses d’Ottawa. Ce barrage inondera également les rapides des Three Rocks situés en amont (la tête de l'actuelle baie Mooney marque le pied de ces rapides).
La construction de ce barrage représente l'un des plus grands défis de construction du canal Rideau (il s'est effondré trois fois pendant la construction), mais une fois achevé en 1831, il augmente la profondeur de la rivière Rideau de 12,5 mètres (41 pieds) à cet endroit. Pour s’adapter au débit naturel de la rivière Rideau et pour prévenir les dommages causés par les inondations printanières, un grand déversoir d’eaux usées est construit. L'eau de ce cours d'eau s'écoule dans un canal creusé sur la rive est de la rivière Rideau, ce qui crée les cascades Hog's Back telles qu'elles se présentent actuellement.
La tête des rapides d'origine est désormais enfouie sous le barrage du canal, mais la partie inférieure des rapides est encore visible aujourd'hui.
Cet endroit marque l'endroit où le tracé du canal Rideau quitte la rivière Rideau et entre dans un canal artificiel menant aux écluses d'Ottawa. Une série d'écluses permet de descendre les bateaux de cet endroit jusqu'à la rivière des Outaouais.